# Jessica Hardyová
Jessica Hardyová (v angl. originálu Jessica Hardy, * 12. března 1987, Long Beach, Kalifornie) je americká plavkyně. Specializuje se zejména na prsařské závody, kde zejména na kratších distancích patří k nejlepším plavkyním posledních let.

## Sportovní kariéra
V letech 2005 až 2007 plavala za University of California, Berkeley a získala čtyři tituly na americkém univerzitním mistrovství NCAA. Od roku 2007 přešla k profesionálům. První medaile na mistrovství světa získala v roce 2005, když byla stříbrná hned třikrát - na 50 metrů, 100 metrů i s polohovou štafetou USA. V semifinále stometrového individuálního závodu přitom překonala světový rekord Leisel Jonesové. Na následujícím šampionátu v roce 2007 na nejkratší trati zvítězila. Na mistrovství světa v krátkém bazénu 2008 již zvítězila na obou svých prsařských tratích i s polohovou štafetou. V témže roce se úspěšně na domácí kvalifikaci probojovala do americké reprezentace na olympijské hry v Pekingu. Krátce nato ale bylo oznámeno, že měla pozitivní dopingový test na klenbuterol. Hardyová dobrovolně opustila reprezentaci a byla potrestaná ročním zákazem startu. Kolem délky trestu (obvyklý je dvouletý zákaz startu) byla řada dohadů, zůstalo ale jen u ročního zákazu. Každopádně o účast na olympiádě přišla. 

Po vypršení trestu se úspěšně vrátila - již v srpnu 2009 překonala světový rekord Julie Jefimovové na 50 m prsa. Na posledním mistrovství světa v roce 2011 zvítězila na nejkratší padesátimetrové trati.

## Mimořádné výkony a ocenění
- čtyřikrát překonala světový rekord (na 50 a 100 m prsa i s polohovou štafetou)

## Osobní rekordy
Dlouhý bazén
- 50 m prsa: 29.80 (2009, Federal Way)
- 100 m: 1:04.45 (2009, Federal Way)